# Kerstbie
Kerstbie(r) is een Belgisch bier van hoge gisting.
Het bier wordt gebrouwen in Brouwerij De Bie te Wakken, een deelgemeente van Dentergem.
Het is een donkerbruin kerstbier met een alcoholpercentage van 8%.